# Impedans
Impedans er den elektriske modstand som en elektronisk komponent eller transducer frembyder over for vekselstrøm. 
Impedans måles i ohm. Impedansens værdi er et komplekst tal, hvor realdelen er den velkendte elektriske modstand, kaldet resistans, og imaginærdelen, reaktans. Skrives f.eks. (100 + j 50) ohm. Selv om man indenfor matematikken bruger bogstavet i som symbol på den imaginære enhed, bruger man indenfor elektronikken bogstavet j, fordi i i forvejen bruges som symbol for størrelsen af en vekselstrøm.
Impedansen i ohm er per definition den multiplikative inverse af den elektriske admittans i siemens.

## Eksempel: Induktor
Spændingen induceret i en ideel spole er givet ved:
{\displaystyle U=-L{\frac {{\text{d}}I}{{\text{d}}t}}}
Ved sinusoidal vekselstrøm
{\displaystyle I(t)=I_{0}\cos(\omega t)}
er spændingen derfor:
{\displaystyle U(t)=\omega LI_{0}\sin(\omega t)}
Det ses, at en faktor {\displaystyle -L\omega } ganges på, og at oscillationen forskydes med 90°:
{\displaystyle U(t)=\omega LI_{0}\cos(\omega t+{\frac {\pi }{2}})}
Med kompleks notation bliver dette:
{\displaystyle U(t)=\omega LI_{0}{\text{e}}^{i\left(\omega t+{\frac {\pi }{2}}\right)}}
eller blot
{\displaystyle U(t)={\text{e}}^{i{\frac {\pi }{2}}}\omega LI(t)}
Eksponentialfunktionen er ifølge Eulers formel lig med den imaginære enhed:
{\displaystyle U(t)=i\omega LI(t)}
Derved ses det, at impedansen for en spole er
{\displaystyle Z=i\omega L}
og at en reel spole altså kun har en reaktans, men ingen reel modstand.